# Lasiocercis ochreoapicalis
Lasiocercis ochreoapicalis là một loài bọ cánh cứng trong họ Cerambycidae.